# Escut de l'Ametlla de Mar

## L'escut actual
No és oficial, si bé és emprat com a emblema per l'Ajuntament de la població.

### Blasonament
Escut ovalat partit rivetat d'or: primer d'or, quatre pals de gules; segon d'argent, un ametller de sinople i una barca envelada d'argent sostinguts sobre una mar en forma de peu d'argent carregat de quatre faixes onades d'atzur; al tot un cap d'argent amb una creu abscissa de gules.
Arran de les festes del centenari de la segregació de l'Ametlla de Mar del municipi del Perelló (1891-1991) va començar a aparèixer un escut amb alguna modificació formal, el qual apareix avui dia en les diferents banderes que es pengen per la vila amb motiu de festa. La forma del blasó és més tancada de la base, la mar en forma de peu porta invertits els metalls (això és, d'atzur carregat de quatre faixes d'argent), i el cel que hi ha a sobre presenta també aquests dos esmalts com si pretengués dibuixar un núvol.
Un altre element no constant en els diferents dibuixos de l'escut és la corona, sobretot pel que fa a les perles que hi porta al damunt, el nombre de les quals oscil·la entre cinc, tres i cap. Pel que sembla, les originàries deuen ser les blanques, però l'ajuntament les empra blaves i s'han recollit també versions en què són roges; l'escut del centenari (v. supra) les omet.

## Escuts anteriors
Sobretot durant el franquisme, es va usar un escut en què apareixia una dona dempeus sostenint un càntir. A banda dels documents en què es conserva, l'escut va ocupar, fins al seu enderrocament l'estiu de 2008, la part superior de la façana de les Escoles Velles.

### Galeria d'imatges

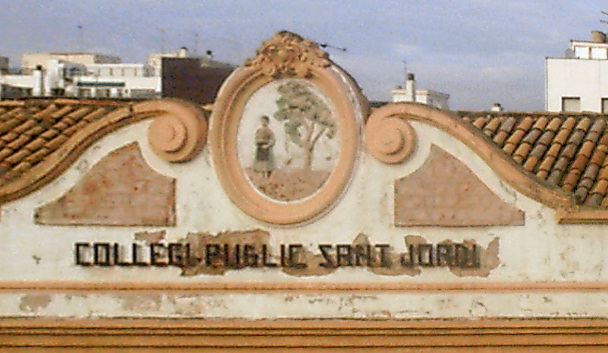

- L'escut antic de l'Ametlla de Mar tal com apareix als documents de l'arxiu històric
- L'escut antic de l'Ametlla representat a la façana de les Escoles Velles
- L'escut actual acompanyat de la torre de guàrdia de Sant Jordi d'Alfama en una de les versions de la bandera
- L'escut del centenari a la bandera de festes

## La proposta oficial

La proposta oficial d'escut per a l'Ametlla de Mar

Existeix una proposta oficial d'escut per a l'Ametlla de Mar.

### Blasonament
Escut caironat truncat i semipartit: 1r d'argent, un arbre de sinople; al 2n d'atzur, una barca d'or envelada del mateix metall flotant sobre un mar ondat d'argent amb 3 faixes ondades d'atzur; 3r d'or, 4 pals de gules. Per timbre una corona mural de poble.